# 金香貴刁
金香貴刁，即金香牌即食貴刁（粿條），是一款泰式的即食河粉產品。金香貴刁有兩種口味：清湯味和辣味。2007年，金源米業停止引入金香貴刁，從此於香港市場上消失。
現時市場也出現了一些來自泰國的類似產品，如金廚牌即食貴刁。